# Disney's Fort Wilderness Resort
Disney's Fort Wilderness Resort est le camping officiel du Walt Disney World Resort. Il est parfois considéré comme un hôtel à part entière. Il a ouvert le 19 novembre 1971 peu après le parc Magic Kingdom et les deux premiers hôtels.
Il est situé un peu à l'écart des hôtels et du reste du complexe afin de garantir le calme des lieux. Son existence est presque gardée secrète. Sa qualité en fait l'un des plus confortable camping des États-Unis.

## Le thème
Le thème est simplement celui d'un camping dans une grande forêt de cyprès et de pins presque sauvage entrecoupée de canaux et de routes forestières.

## Les bâtiments et espaces
Le camping s'étend sur plus de 285 ha sur une parcelle de forme presque rectangulaire avec l'arête nord délimitée par les rives du Bay Lake. À l'est les deux golfs du Bonnet Creek Golf Club permettent d'étendre la zone de verdure du camping. L'entrée du camping se fait par le sud par une route menant au parking du Magic Kingdom.
Le camping ne compte que peu de bâtiments essentiellement pour les services. Ils sont regroupés au nord autour du Pioneer Hall, ouvert en avril 1974, et le Meadow, une presqu'île au centre du camping.
Le camping est organisé en boucles (loop) numérotées de 100 à 2800 (donc de 1 à 28) délimitées par les canaux et les routes. La première est située au nord en bordure du lac, la dernière à proximité de l'entrée. Chaque boucle possède son propre nom, la liste ci-dessous est donnée à titre indicatif et aussi pour prendre conscience de l'imagination Disney.
Un chemin de fer, le Disney's Fort Wilderness Railroad fut mis en service en 1973 pour desservir les différents endroits du camping mais en raison du bruit et des fumées il ferma en 1977. Certaines sections sont toujours visibles et les trains furent utilisés au Parc Disneyland et à Pleasure Island.
| N°   | Nom                 | N°   | Nom                          | N°   | Nom            |
| ---- | ------------------- | ---- | ---------------------------- | ---- | -------------- |
| 100  | Bay tree lake       | 1100 | Possum Path                  | 2100 | Bobcat Bend    |
| 200  | Palmetto Path       | 1200 | Dogwood Drive                | 2200 | Arrowhead Way  |
| 300  | Cypress Knee Circle | 1300 | Tumbleweed Turn              | 2300 | Shwanee Bend   |
| 400  | Whispering Pine Way | 1400 | Little Bear & Big Bear Paths | 2400 | Settler's Bend |
| 500  | Buffalo Bend        | 1500 | Cottontail Curl              | 2500 | Cedar Circle   |
| 600  | Sunny Sage Way      | 1600 | Timber Trail                 | 2600 | Moccasin trail |
| 700  | Cinnamon Fern Way   | 1700 | Hickory Hollow               | 2700 | Heron Hollow   |
| 800  | Jack-Rabbit Run     | 1800 | Conestoga Trail              | 2800 | Willow Way     |
| 900  | Quail Trail         | 1900 | Wagon Wheel Way              |      |                |
| 1000 | Raccoon Lane        | 2000 | Spanish Moos Lane            |      |                |

## Les services
La plupart des services sont situées :
- autour du Pioneer Hall à l'extrême nord du camping près de l'ancien River Country
- à Meadow, au centre du camping entre les boucles 900-1000, 1300 et 1600.
- à l'entrée du camping

Le camping possède son propre chenil à l'entrée près du parking visiteur.

### Les emplacements
Les 784 emplacements sont situés dans les boucles 100 à 500 et 1500 à 2800.  Ils ont tous des sanitaires à proximité.
- Les Preferred Hook-Up Campsite à partir de 48 $

Emplacement pour caravane ou camping-car avec l'électricité, l'eau, un raccord aux égouts et la télévision par câble (exception faite de ceux autorisant les animaux).
- Les Full Hook-Up Campsite à partir de 40 $

Emplacement pour caravane ou camping-car avec l'électricité, l'eau, un raccord aux égouts,
- Les Partial Hook-Up Campsite à partir de 35 $

Emplacement pour tente avec l'électricité et l'eau.

### Les bungalows
Le camping compte 408 bungalows en bois de 50 m² pour six personnes à partir de 229 $ la nuit. 

Ils ont tous une cuisine équipée, la télévision par câble, un magnétoscope, une table de pique-nique, un barbecue et un service de nettoyage quotidien.

### Les restaurants et bars
Trail's End Restaurant est un buffet dans un décor de chalet dans le Pioneer Hall. Des pizzas peuvent être servies de 21h30 à 23h le soir.
Crockett's Tavern est un bar dans le Pioneer Hall qui sert entre autres des cocktails.

### Les boutiques
Settlement Trading Post, près de Pioneer Hall et Meadow Trading Post sont des épiceries et boutiques pour tous les besoins des campeurs.
Un supermarché, Crossroads at Lake Buena Vista, est disponible à l'une des entrées de Walt Disney World Resort face à Downtown Disney.

### Les activités possibles
La plage est accessible le long de Bay Lake au nord du Pioneer Hall. Un embarcadère de ferry et une marina sont installés sur la plage et permettent la location de bateaux ou de rejoindre le Magic Kingdom.
Le Pioneer Hall est entouré de bâtiments dont certains sont des attractions comme la forge ou le pavillon de cuisine.
Deux piscines sont disponibles dans le camping :
- La Meadow Swimmin' Pool dans l'ensemble Meadow
- La Wilderness Swimmin' Pool entre les boucles 2500 et 2700, à l'extrême sud-ouest du camping.

Le parc aquatique River Country pourrait devenir une zone de loisirs spéciale du camping. Mais il doit d'abord être remis aux normes.
Deux courts de tennis existent derrière la Meadow Swimmin' Pool. Un stand de location de vélos se trouve juste à côté, il est appelé Bike Barn ainsi qu'un emplacement pour les pêcheurs sobrement appelé Fishing Hole de l'autre côté du canal.
Hoop-Dee-Doo Musical Revue est un dîner-spectacle donné dans le Pioneer Hall avec du french cancan, de la musique country et des plats frits. Il y a trois spectacles par soirée.
Mickey's Backyard BBQ est un dîner-spectacle saisonnier donné autour d'un feu à proximité de Meadow. Il est donné les mardi et jeudis de mars à décembre sur le site est simplement appelé Campfire Site. On peut y retrouver Mickey, Minnie et leurs amis pour déguster des travers de porc grillés, des pastèques et autres spécialités pour barbecue.
En raison de son étendue les balades à cheval, à vélo et à pied sont possibles dans le camping.
Au sud du camping, près de l'entrée se trouve le Tri-Circle-D Ranch un haras de plus de 75 chevaux et poneys organisant cinq balades quotidiennes différentes. Le nom de ce ranch rend hommage au Circle-D Ranch de Disneyland.

## Faits divers
Le 2 avril 2010, un bus tue un jeune garçon de 9 ans qui faisait du vélo seul dans le camping Disney's Fort Wilderness Campground.